# 楊錦森
楊錦森（1889年—1916年），字心一，江蘇省蘇州府吳縣人，畢業於美國賓夕凡尼亞大學商科，宣統三年商科進士。是清末民初一位十分活躍的翻譯小說家，在不到十年的時間裡共翻譯小說20余種，曾是著名小說雜誌《月月小說》及《小說時報》的主要譯者之一。

## 生平[2][3]
- 宣統三年，年二十三歲，遊學畢業考試列最優等,請旨賞給商科進士。[4]
- 宣統三年九月庚午驗看學部考驗遊學畢業生。得旨：周家彥、鍾賡言、嚴鶴齡、蔡序東、馬泰鈞、羅文幹、潘敬、潘灝芬、丁榕、王汝圻、郭則壽、張履鼇、黃雲鵬、孫觀圻、張祥麟、趙天麟、朱大鏞、莫永貞、張瑋均著賞給法政科進士。周詒春著賞給交科進士。沙世傑著賞給醫科進士。彭世芳、丁文江、章鴻釗均著賞給格致科進士。陶昌善、朱繼承均著賞給農科進士。王弻、胡仁源、華南圭、陳同壽、謝學瀛、張保熙、王壽祺、馬泰徵、裴鏷、沈成栻、張允耀、余主甫、王勛卿、陳汝湘、周德鴻、童世亨、張景煒、李四光、鄒德謹、吳宗濬、王明照、王家鸞均著賞給工科進士。王廷璋、楊錦森、殷祖恩、周典、印煥門、謝剛克、周砥、潘承業、劉輔宣均著賞給商科進士。
- 卒業於美國本薛文義大學（賓夕凡尼亞大學），獲碩士文憑。歸國後，任中華書局編輯，並《共和西報》及《時報》記者，所撰英文教科書，以及翻譯之歐美名著，均為海內所傳誦[1]。
- 民國五年秋天，患肺病去世[5]。